# Caenis amica
Caenis amica è una specie di Efemerotteri della famiglia Caenidae. Il nome scientifico è stato validamente pubblicato per la prima volta nel 1861 da Hagen.
Vive nell'ecozona neartica.